# Барбана (Брда)
Барбана (словен. Barbana) — мале поселення в общині Брда, Регіон Горишка, Словенія. Висота над рівнем моря: 151,6 м.